# Vila Franca das Naves
Vila Franca das Naves é uma vila portuguesa do Município de Trancoso que foi sede da  extinta Freguesia de Vila Franca das Naves, freguesia que tinha 10,75 km² de área e 965 habitantes (2011), tendo, por isso, uma densidade populacional de 89,8 hab./km². 
Em 2013, no âmbito de reorganização nacional das freguesias, a Freguesia de Vila Franca das Naves foi extinta tendo sido agregada à Freguesia de Feital tendo então sido criada a nova União das Freguesias de Vila Franca das Naves e Feital.
Vila Franca das Naves foi elevada a vila em 9 de Dezembro de 2004. 
O topónimo era antigamente simplesmente Vila Franca ou Vila Franca do Conde, por ter sido coutada do Conde de São Vicente.
A vila tem uma estação da Linha da Beira Alta.
O cantor de intervenção Fausto Bordalo Dias, embora nascido no meio do Oceano Atlântico, a bordo do navio Pátria, que viajava entre Portugal e Angola, país para onde foi ainda bebé no referido barco, foi registado como natural desta localidade, em 26 de novembro de 1948, terra onde a sua mãe era professora primária e onde está sepultada a sua avô materna.

## População
| População da Freguesia de Vila Franca das Naves | População da Freguesia de Vila Franca das Naves | População da Freguesia de Vila Franca das Naves | População da Freguesia de Vila Franca das Naves | População da Freguesia de Vila Franca das Naves | População da Freguesia de Vila Franca das Naves | População da Freguesia de Vila Franca das Naves | População da Freguesia de Vila Franca das Naves | População da Freguesia de Vila Franca das Naves | População da Freguesia de Vila Franca das Naves | População da Freguesia de Vila Franca das Naves | População da Freguesia de Vila Franca das Naves | População da Freguesia de Vila Franca das Naves | População da Freguesia de Vila Franca das Naves | População da Freguesia de Vila Franca das Naves |
| ----------------------------------------------- | ----------------------------------------------- | ----------------------------------------------- | ----------------------------------------------- | ----------------------------------------------- | ----------------------------------------------- | ----------------------------------------------- | ----------------------------------------------- | ----------------------------------------------- | ----------------------------------------------- | ----------------------------------------------- | ----------------------------------------------- | ----------------------------------------------- | ----------------------------------------------- | ----------------------------------------------- |
| 1864                                            | 1878                                            | 1890                                            | 1900                                            | 1911                                            | 1920                                            | 1930                                            | 1940                                            | 1950                                            | 1960                                            | 1970                                            | 1981                                            | 1991                                            | 2001                                            | 2011                                            |
| 514                                             | 511                                             | 622                                             | 643                                             | 650                                             | 741                                             | 949                                             | 1 137                                           | 1 270                                           | 1 147                                           | 934                                             | 1 128                                           | 1 129                                           | 1 097                                           | 965                                             |

Por idades em 2001 e 2021			

| 0-14 anos  | 15-24 anos | 25-64 anos | 65 e + anos |
| 181 \| 118 | 161 \| 114 | 513 \| 489 | 242 \| 244  |
| -35%       | -29%       | -5%        | +1%         |

## Património
- Igreja Matriz de Vila Franca das Naves;
- Capela da Boa Esperança.

## Feiras e Mercados
Há três Feiras em Vila Franca das Naves: São José (19 de março), São Pedro (29 de junho) e São Martinho (11 de novembro).
Ocorre também um mercado bimensal, na 2ª e 4ª quarta-feira de cada mês.